# 비디오로즈
비디오로즈 (VideoRose)는 강현우(보컬,프로듀서) 허철주(베이스, 프로듀서) 으로 이루어진 사이키델릭 신스팝 그룹이다.

## 역사
장미와 비디오.
언뜻 보아서는 접점을 찾기 힘든 두 단어의 조합, 비디오로즈. 생경하지만 매력적인 이 명칭은 그룹 비디오로즈가 지향하는 세계와 예술관을 집약적으로 담아내고 있다. 동·서양의 신비주의 철학과 싸이키델릭, 동화적인 환상, 자연에 대한 동경을 전자 음악의 사운드와 미디어아트로 표현한다.
 비디오로즈는 사운드와 비주얼을 기반으로 다매체 예술을 지향하며, 아트비디오와 뮤직비디오를 직접 제작하여 선보이고, 공연을 할때 실시간 오디오비주얼을 이용해서 퍼포먼스를 하기도 한다.
2021년, 서울 일민미술관에서 샤머니즘과 달에 관한 미디어아트 전시를 했으며, 타로카드의 상징적인 그림을 스토리텔링으로 풀어내어
영상과 음악, 그리고 삽화 엽서가 담긴 아트북 <라 로바의 방>을 출간 하였다. 가장최근에는 <순환의 마법사> 프로젝트를 진행하면서
마법키트와 스토리북, 음악이 담긴 아트 작업을 진행하고 전시했다.

## 구성원
- 강현우 – vocals, keyboard, producer
- 허철주 – bass guitar, producer

## 음반목록
EP
- 아무도 없는 숲속에서 주문을 외운다 (2024.08.29)

### single
- Holy garden (2020.08.20)
- Time again (2020.11.24)
- The Star (2023.08.24)

### Other releases
- Planet A: Original Soundtrack (2021.11.01)
- 순환의 마법사(2022)